# 안 드골

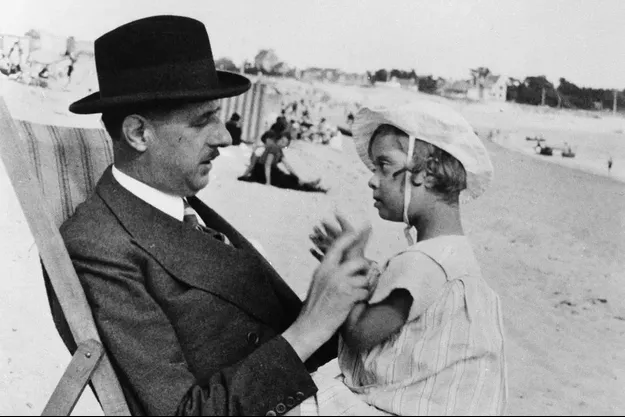
1933년, 아버지 샤를과 함께한 안

안 드골(프랑스어: Anne de Gaulle, 1928년 1월 1일 ~ 1948년 2월 6일)은 샤를 드골 장군과 그의 아내 이본 사이에서 막내딸로 태어났다. 그녀는 그녀의 아버지가 라인란트의 점령군에 주둔했던 독일의 트리어에서 태어났다.
그녀는 다운증후군으로 태어났고 죽을 때까지 가족과 함께 살았다. 드골의 친척들은 모두 그의 가족에 대한 애정이 평소에 덜 과시적이고 엄격했던 장군이 안에게 더 개방적이고 외향적이었다고 증언했다. 드골은 노래, 춤, 팬터마임으로 그녀를 즐겁게 했다.
1945년 10월, 이본 드 골은 이블린의 밀롱라샤펠에 있는 베르트쿠르 성을 사들였고, 그곳에서 장애가 있는 어린 소녀들을 위한 개인 병원인 안 드 골을 설립했다.
1948년 2월 6일 20세의 나이에 폐렴으로 사망하였다. 그녀는 "아빠"라는 한 마디만 또렷하게 말할 수 있었다. 그녀가 죽었을 때, 그녀의 아버지는 "이제 그녀는 다른 사람들과 같다."라고 말했다."
1962년 8월 22일 샤를 드골은 쁘띠클라마트에서 암살 미수 사건의 희생자가 되었다. 그는 나중에 치명적일 가능성이 있는 총알이 그가 항상 가지고 다니던 안의 사진 프레임에 의해 멈추어 있었다고 말했다. 1970년 그가 사망했을 때, 그는 사랑하는 딸 옆에 콜롬비의 묘지에 묻혔다.
2020년 영화 《드골》에서 클레망스 히틴이 연기했다.